# North Lakhimpur
North Lakhimpur è una suddivisione dell'India, classificata come municipal board, di 54.262 abitanti, capoluogo del distretto di Lakhimpur, nello stato federato dell'Assam. In base al numero di abitanti la città rientra nella classe II (da 50.000 a 99.999 persone).

## Geografia fisica
La città è situata a 27° 13' 60 N e 94° 7' 0 E e ha un'altitudine di 87 m s.l.m.

## Società

### Evoluzione demografica
Al censimento del 2001 la popolazione di North Lakhimpur assommava a 54.262 persone, delle quali 28.904 maschi e 25.358 femmine. I bambini di età inferiore o uguale ai sei anni assommavano a 7.109, dei quali 3.708 maschi e 3.401 femmine. Infine, coloro che erano in grado di saper almeno leggere e scrivere erano 37.459, dei quali 21.180 maschi e 16.279 femmine.